# Roman Konečný
Roman Konečný (* 25. července 1983) je slovenský fotbalový obránce, který momentálně působí ve slovenském týmu MFK Skalica.

## Reprezentační kariéra

### Mládežnické reprezentace
Působil v některých slovenských mládežnických reprezentacích.

#### Mistrovství Evropy U19 2002
V roce 2002 se zúčastnil Mistrovství Evropy hráčů do 19 let v Norsku, kde získal s týmem bronzové medaile po výhře nad Irskem 2:1 v souboji o 3. místo. 21. července v prvním zápase Slovenska v základní skupině byl u fotbalové demolice Norska v poměru 5:1. V dalším zápase Slovensko rozstřílelo český výběr 5:2, Konečný nastoupil v základní sestavě. Třetí zápas slovenští mladíci prohráli 1:3 se Španělskem a postoupili do výše zmiňovaného souboje o třetí místo proti Irsku, zatímco vítěz skupiny Španělsko se kvalifikovalo rovnou do finále proti Německu.

#### Mistrovství světa U20 2003
Díky 3. místu z ME U19 2002 postoupilo Slovensko o rok později na Mistrovství světa hráčů do 20 let 2003 ve Spojených arabských emirátech, jehož se také zúčastnil (Slovensko prohrálo v osmifinále 1:2 po prodloužení s Brazílií).